# Palacio Ayrolo Negrone
El Palacio Ayrolo Negrone, también conocido como Palacio Agostino Ayrolo o Palacio Negrone, es un palacio histórico italiano, situado en Piazza delle Fontane Marose 3 y 4, en el centro histórico de Génova. Es uno de los Palacios de los Rollos que fueron destinados, en la época de la República de Génova, para acoger a huéspedes de alto rango durante las visitas de Estado del gobierno genovés.
El edificio se encuentra entre los 42 palacios Rolli seleccionados y declarados Patrimonio de la Humanidad por la UNESCO el 13 de julio de 2006.
Desde el año 2000 está sujeto a protección por parte de la superintendencia.

## Historia y descripción
El aspecto moderno es el resultado de una reconstrucción de las fachadas (números cívicos 3 y 4) realizada a finales del siglo XVIII por Antonio Barabino, padre del más famoso arquitecto Carlo Barabino, para el marqués Negrone, incorporando una construcción erigida entre 1560 y 1562 para Francesco De Ugarte, embajador de la Corona española en la República de Génova.
Luego pasó a ser propiedad de Spinola, Ayrolo (siglo XVII) y más tarde Negroni.Con la ampliación y reorganización de la planta altimétrica de la Salita di Santa Caterina, además de la adecuación de la conexión entre esta calle, Piazza delle Fontane Marose y Via Carlo Felice (más tarde Via XXV Aprile), se hizo necesario adecuar los portales de mármol que se levantaron en 1870 con un ulterior ajuste compositivo de los alzados.

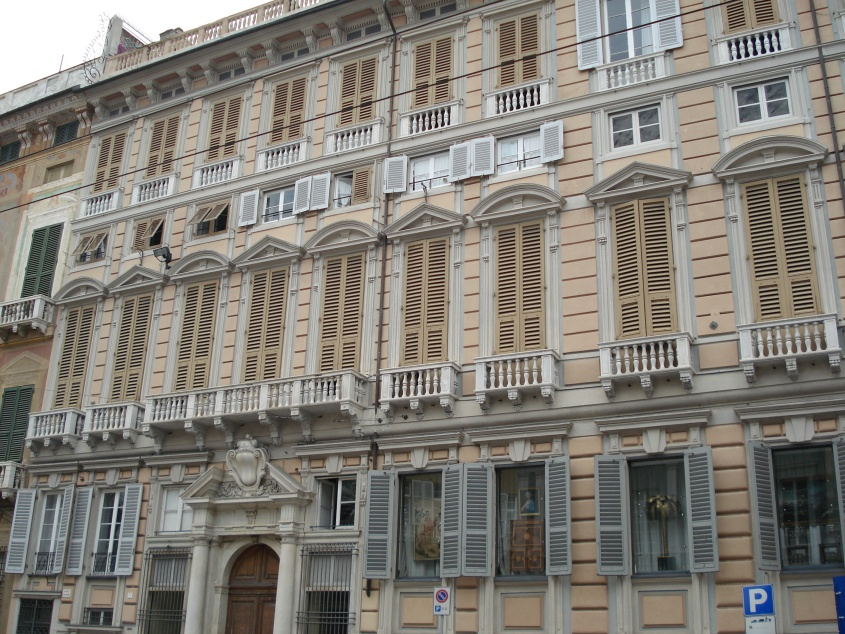
La fachada del palacio
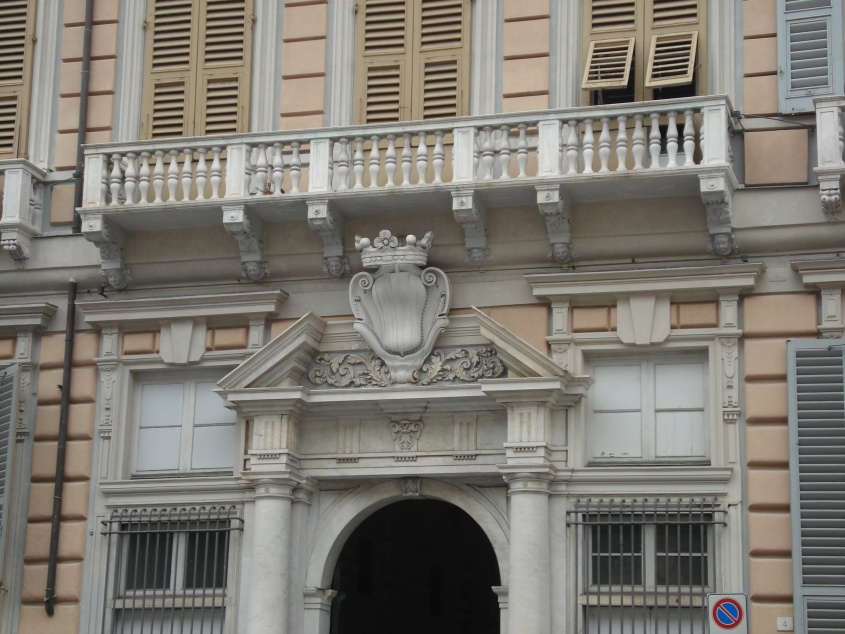
Detalle del portal del número 4
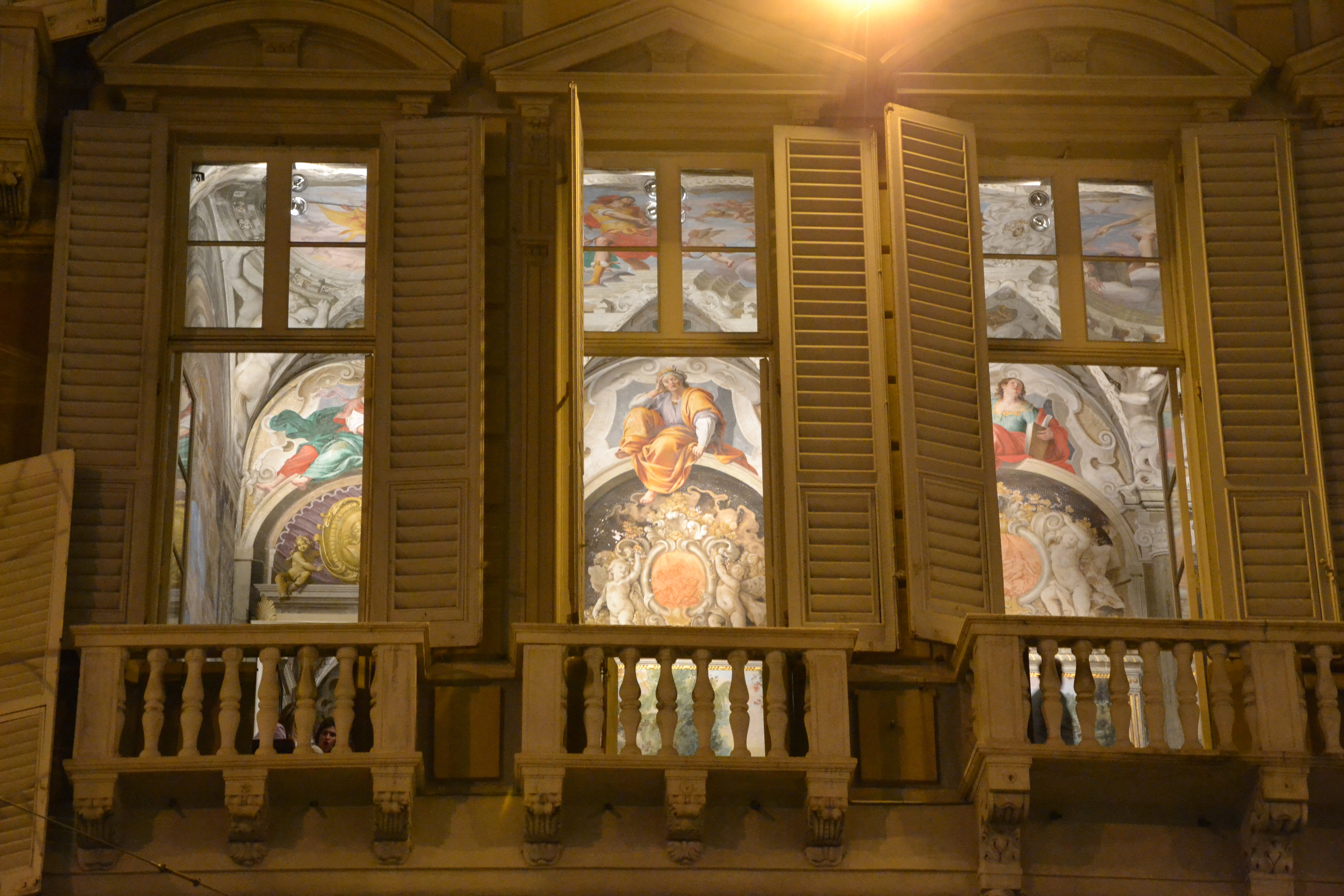
Ventanas en el piso principal con vistas a la galería.